# Ust-Tscharyschskaja Pristan
Ust-Tscharyschskaja Pristan (russisch Усть-Чары́шская При́стань) ist ein Dorf (selo) in der Region Altai (Russland) mit 5023 Einwohnern (Stand 14. Oktober 2010).

## Geographie
Der Ort liegt gut 100 km Luftlinie südlich des Regionsverwaltungszentrums Barnaul im Vorland des Altai, am hohen linken Ufer des Ob etwa 5 km unterhalb der Einmündung des linken Nebenflusses Tscharysch.
Ust-Tscharyschskaja Pristan ist Verwaltungssitz des Rajons Ust-Pristanski sowie Sitz der Landgemeinde Ust-Pristanski selsowet, zu der neben dem Dorf Ust-Tscharyschskaja Pristan noch die Dörfer Bespalowo und Ust-Tscharysch gehören.

## Geschichte
Das Dorf wurde 1773 gegründet und ist seit 1924 Zentrum des Ust-Pristanski rajon. Der Ortsname bedeutet etwa Tscharysch-Mündungs-Anlegestelle.

### Bevölkerungsentwicklung
| Jahr | Einwohner |
| ---- | --------- |
| 1939 | 9186      |
| 1959 | 7447      |
| 1970 | 6598      |
| 1979 | 6888      |
| 1989 | 6510      |
| 2002 | 5692      |
| 2010 | 5023      |

Anmerkung: Volkszählungsdaten

## Verkehr
Straßenverbindung besteht in westlicher Richtung in das knapp 70 km entfernte Aleisk (wo sich auch die nächstgelegene Bahnstation befindet) an der Fernstraße A349 Nowoaltaisk – Barnaul – Rubzowsk – kasachische Grenze, sowie in südwestlicher Richtung in das benachbarte Rajonzentrum Ust-Kalmanka. Ust-Tscharyschskaja Pristan besitzt eine Anlegestelle am Ob.

## Söhne und Töchter des Ortes
- Pjotr Ufimzew (* 1931), Physiker
- Gennadi Sarytschew (* 1938), Fußballspieler und -trainer